# Kremeanka, Lubnî
Kremeanka (în ucraineană Крем'янка) este un sat în comuna Orihivka din raionul Lubnî, regiunea Poltava, Ucraina.

## Demografie
Componența lingvistică a localității Kremeanka
     Ucraineană (100%)
Conform recensământului din 2001, toată populația localității Kremeanka era vorbitoare de ucraineană (100%).